# 상설중재법원

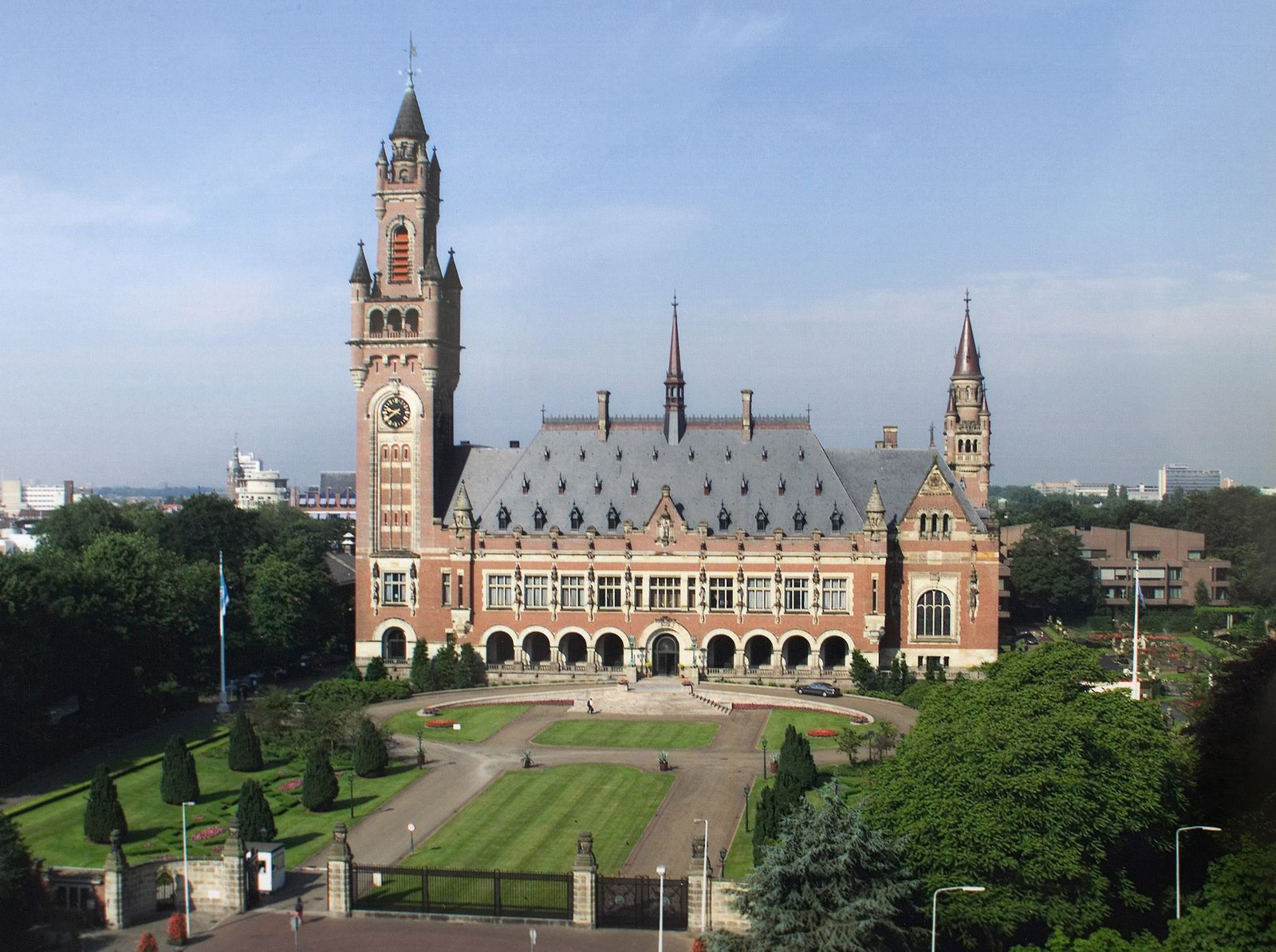

상설중재법원(常設仲裁裁判所, Permanent Court of Arbitration, PCA)은 네덜란드 헤이그의 평화궁에 위치한 국제 사법 기관이다. ICJ와 같이 고정된 법관이 있고 상설 법정이 항상 준비되어 있는 것이 아니라, 평소에는 법관 명단만 존재하다가, 분쟁의 양 당사자가 상설 중재 법원의 중재 재판을 받기로 합의를 하고 법관을 합의하에 선정하면 중재 재판을 시작한다.

## 토비아스 아세르
네덜란드의 법학자 토비아스 아세르는 1899년에 열린 제1차 만국평화회의에서 상설 중재 법원의 결성에 기여한 공로로 1911년 노벨 평화상을 수상하였다. 1913년 사망 전까지 헤이그 국제법 아카데미의 설립을 도왔다. ICJ, 상설 중재 법원, 헤이그 국제법 아카데미는 모두 함께 평화궁에 위치해 있다.

## 이준 열사
상설중재법원은 이준 열사로 유명한 만국평화회의에 의해 창설되었다.
이준 열사 일행의 헤이그 활동을 적극 지원하였던 스테드는 미국의 철강 재벌 앤드루 카네기를 설득, 그로 하여금 당시 150만불을 쾌척하여 상설 중재 법원이 들어갈 평화궁 (Peace Palace)을 짓게 하였다. 현재 평화궁에는 국제 법원, 상설 중재 법원, 헤이그 국제법 아카데미, 평화궁 도서관이 있으며, 스테드의 동상도 세워져 있다.

## 국제사법재판소
국제 법원의 법관 선출은 총회와 안보리에서 독립적으로 한다. 안보리에서는 거부권이 인정되지 않아, 8표만 얻으면 법관으로 선출된다. 법관은 상설 중재 법원의 국별 재판관단이 지명한 이들 중에서 선출된다. 국별 재판관단은 4인까지 지명할 수 있고, 그중 2명까지 당해 국별 재판관단의 국적인을 선임할 수 있다.

## 대한민국 재판관
- 한부환(韓富煥) 대전고검장
- 백충현(白忠鉉) 서울대 교수
- 박수길(朴銖吉ㆍ전 유엔대사) 고려대 석좌교수
- 유병화(柳炳華) 국제법률경영대학원대학교 총장
- 이성규(李盛圭) 법무부 국제법무과장(부장검사)

## 같이 보기
- 팔마스섬 사건 (미국과 네덜란드 간의 상설 중재 법원 사건이다. 네덜란드가 승소했다. 독도의 영유권 분쟁과 관련해서 참고가 되는 사건이다.)
- 중재